# 窗口式空調
窗口式空調，是空調電器的其中一種，此類空調一般只會安裝在窗戶中。此類型的空調相對分體式空調更顯細小和濃縮化，因為此類的空調機身包括了製冷和排風裝置。一般來說，窗口式空調的大小和製冷量，視乎匹數而定，在市面發售的窗口式空調匹數約3/4匹至3匹。

## 優點
由於窗口式空調的安裝過程比較簡易和便宜，加上易於清洗和維修，故此類空調機比較常見於家庭或小型工商業機構。特別在亞洲地區，由於大多數市民都是住在單位細小的大廈單位內，加上安裝空調機的窗戶一般在露天都有一個細小的混凝土空調架支撐著，安裝窗口式空調,似乎是無可厚非的.

## 缺點
可是，窗口式空調的輕便設計，使送風裝置和排氣裝置所製造出來的聲浪比較大，耗電量也比較大。另外，窗口式空調的安裝位置和出風口位置也很影響空調的製冷力，送風位置局限著一個小空間。再者，窗口式空調由於其散熱機內長期積濕過多，比較容易老化。故此，窗口式空調比較少見於有較多大家庭的歐美地區和居住面積廣大的國家。

## 出風口位置
現時，在電器市場中發售的各品牌窗口式空調，絕大多數都是在右面出風的。此外，另有少數窗口空調的出風口是設於頂部﹑左面﹑左右兩面和三面出風的，以解決其他家庭因空調器設於右面而需要長時間進行冷房效果的煩惱。但由於近年的窗口式空調已把右面出風的技術發展成可以進行特闊送風，故現時右面出風之窗口式空調以外的出風口空調已變得十分罕見。

### 右出風式
又稱右吹式，是窗口式空調眾型號中最為普及﹑最為常見的一種出風口位置。此類空調率先於1980年代在日本大部份著名的品牌之窗口空調機找到。由於所有空口式空調的風葉都是順時針轉，因此右吹式空調可以把冷風運轉至全個冷氣機面板，機面比其他位置的出風口更可以提高出風面。自1990年代中期起，已經幾乎所有品牌的窗口式空調已經使用此類出風口位設計。
為了方便一些能安裝窗口式空調，但其安裝位置卻偏右牆邊的窗戶，不少一直研發右吹式空調的公司都把出風口的搖擺扇葉更改成可擺動140度角度，使左右送風角度比舊代右吹式窗口式空調更均勻。

### 頂部出風式
又稱上吹式，在右出風式空調成為主流前，各大品牌的空調都是以頂部出風的型號為主，因為風口置於空調頂部，因此不論空調安裝位置偏向任何一個位置，都能均勻送風，但由於風口位置較窄，因此不利於加設扇葉自動搖擺系統。現時此型號的空調主要是以1匹或以下為主。

### 左右出風式
日立小涼伴

## 研發窗口式空調的品牌
斜體字為曾經研發過窗口式空調的公司
- 松下電器（Panasonic）
- 大金(Daikin)
- 樂信牌(Rasonic)
- 日立(Hitachi)
- 三菱電機（菱電(Mitsubishi)
- 三菱重工(Mitsubishi Heavy Industries)
- 珍寶(General)
- 開利(Carrier)
- 東芝(Toshiba)
- 肯特
- 聲寶(Sampo)
- 飛歌(Philco)
- 惠而浦(Whirlpool)
- LG
- 三星(Samsung)
- 美的(Midea)
- TCL
- 先力(Bodysonic)
- 格力(Gree)
- 德國寶(German Pool)
- 通用電氣(General Electric)
- 約克(York)
- 富士電機(Fuji Electric)
- 海爾(Haier)
- 麥克維爾
- 金章(Zanussi)
- 徹里尼
- 伊萊克斯(Electrolux)
- 三洋電機(Sanyo)
- 家榮華
- 白朗
- 北極牌
- Oman
- 快意寶
- 意浪寶